# آگوست لوران
آگوست لوران (فرانسوی: Auguste Laurent‎؛ زاده ۱۴ نوامبر ۱۸۰۷ درگذشته ۲۳ آوریل ۱۸۵۳) یک شیمی‌دان اهل فرانسه بود.